# Francisco Parra
Francisco Parra (San Félix, Estado Bolívar, Venezuela; 26 de abril de 1986) es un exfutbolista venezolano que jugaba como defensa y su último equipo fue Fundación AIFI de la Segunda División de Venezuela.

## Clubes
| Club               | País      | Año       | PJ  | Goles |
| ------------------ | --------- | --------- | --- | ----- |
| Mineros de Guayana | Venezuela | 2005-2014 | 100 | 2     |
| Atlético Venezuela | Venezuela | 2014-2018 | 138 | 3     |
| Lala Futbol Club   | Venezuela | 2019      | -   | -     |
| Fundación AIFI     | Venezuela | 2021      | 10  | 1     |

## Títulos
| Título                 | Club               | Año  |
| ---------------------- | ------------------ | ---- |
| Campeón Copa Venezuela | Mineros de Guayana | 2011 |